# Lag baOmer
Lag baOmer (ל״ג בעומר, aschkenasisch) oder Lag laOmer (ל״ג לעומר, sephardisch) ist ein jüdisches Fest, ein Halbfeiertag, der am 33. Tag des Omer-Zählens zwischen Pessach und Schawuot begangen wird und jeweils auf den 18. Ijjar fällt. ל״ג Lag  steht hier für 33, zusammengesetzt aus den Buchstaben ל Lamed (Zahlenwert 30) und ג Gimel (Zahlenwert 3).

## Ursprung
Der Ursprung des Festes ist heute nicht eindeutig geklärt. Im Allgemeinen wird es im Zusammenhang mit dem Bar-Kochba-Aufstand gegen die Römer 132–135 n. Chr. gesehen. Zusätzlich dient das Fest zur Erinnerung an Rabbi Schimon ben Jochai (Kurzname: Raschbi), der nach der Überlieferung an diesem Tag verstorben ist. In Meron in Galiläa, unweit von Safed, werden seine Grabstätte und diejenige seines Sohnes Elasar ben Schimon jeweils von Zehntausenden an Lag baOmer besucht.

## Bedeutung
Lag baOmer ist ein fröhliches Fest. Die verschiedenen einschränkenden Gebote der Trauerzeit, die für die 49 Omer-Tage zwischen Pessach und Schawuot gelten, sind an diesem Tage aufgehoben. Kinder und Erwachsene veranstalten Picknicks und versammeln sich um Lagerfeuer. 

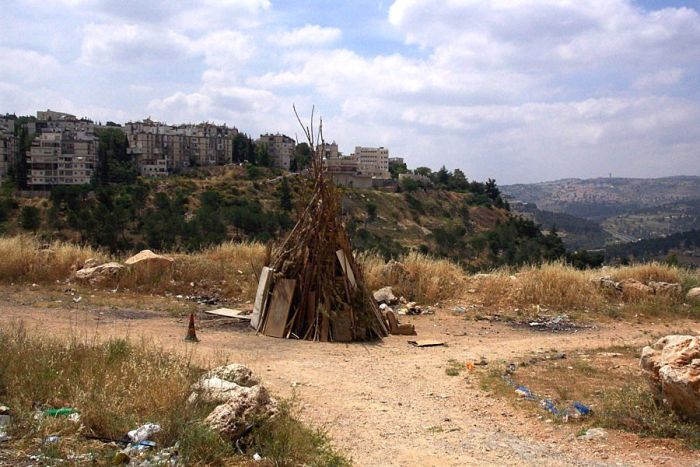
Ein Holzhaufen in Vorbereitung für die Lag-BaOmer-Feier.

Vor allem aber können an diesem Tag Hochzeiten durchgeführt werden – ein Angebot, von dem reichlich Gebrauch gemacht wird. Man darf sich wieder rasieren und sich auch die Haare schneiden lassen. An Lag baOmer wird deshalb auch die Zeremonie der Chalaka durchgeführt.
In Bezug auf Rabbi Akiba wird des Aufstands von Bar Kochba, „Sohn des Sterns“ gedacht, der versuchte, das römische Joch unter Kaiser Hadrian abzuschütteln (132–135). Zentrum des Kampfes war die Festung Betar. Nach der Überlieferung hörte an diesem Tag die Epidemie auf, die so viele Schüler Rabbi Akibas dahinraffte. Rabbi Akiba ben Josef unterstützte den Aufstand und starb als Märtyrer.
Raschbi beteiligte sich an dem Kampf gegen die Römer. Er ist in Meron begraben, bis heute ein Ort der Wallfahrt an Lag ba-Omer, denn der 33. Omer-Tag ist auch der Todestag Raschbis, eines berühmten Tannaiten der vierten Generation. Der Überlieferung zufolge stieg er an seinem Todestag direkt in den Himmel auf, und deshalb wird das Fest zu seinen Ehren als „Hillula de Raschbi“, als Freudenfest des Zaddik (des Gerechten) bezeichnet. Massenfreudenfeste mit Liedern, Tanz und Gebeten.
Der 33. Omer-Tag ist auch die Nacht der vielen Fackeln. Die größte wird über dem Grab des Raschbi in Meron in Obergaliläa angezündet. Der wichtigste Grund, warum diese Fackeln angezündet werden, ist die Tatsache, dass der Raschbi als der Hauptverfasser des Buches der Kabbala gilt, des sogenannten Sohar.
Die Kinder „bewaffnen“ sich: Es ist auch üblich, dass die Kinder an diesem Tag, mit Pfeil und Bogen bewaffnet, auf die Felder und in die Wälder ziehen. Dieser Brauch erinnert an die Kämpfer im Bar-Kochba-Aufstand, aber auch an den Regenbogen als Zeichen des Bundes, „den der Herr mit dem Volk Israel schloss“, um ihm zu zeigen, dass er die Welt wie zur Zeit Noahs nicht noch einmal mit einer Sintflut bestrafen würde.

## Kalender
| Jüdisches Jahr | Gregorianisches Datum |
| -------------- | --------------------- |
| 5784           | 26. Mai 2024          |
| 5785           | 16. Mai 2025          |
| 5786           | 5. Mai 2026           |
| 5787           | 25. Mai 2027          |

Der Festtag beginnt, wie bei allen jüdischen Festen, bereits am Vorabend und endet am Abend des genannten Tages.